# Кіт Мун
Кіт Джон Мун (англ. Keith John Moon; 23 серпня 1946, Лондон — 7 вересня 1978, Лондон) — британський барабанщик, найбільшу популярність отримав як учасник рок-групи The Who — завдяки як незвичайному стилю гри на ударних, так і дикому, неприборканому способу життя.

## Значення
Кіт Мун вважається музикантом-новатором; він був одним з перших рок-барабанщиків, хто вивів партію ударних на передній план, піднявши на новий рівень роль свого інструменту в рок-групі. Бажаючи виконувати невеликі офф-біти (другий та четвертий біт кожного такту) на малому барабані, він швидко перебудовувався на парадідли (особливі ритмічні малюнки з подвійними ударами) на тому ж малому барабані або ж крещендо томів зверху вниз по звуковому ряду барабанної установки, яка росла з кожним роком.
Муна вважають одним з найкращих рок-барабанщиків у світі; у складі групи The Who він був включений до Зали слави рок-н-ролу, а також опинився на третьому місці в списку 50 найкращих барабанщиків рок-музики, складеному 2005 року британським журналом Classic Rock.

## Біографія
Кіт Джон Мун народився 23 серпня 1946 року в Уеллесдені, Лондон, в родині Альфреда та Кетлін Мун (англ. Alfred, Kathleen Moon). Дитинство хлопчика минуло в Уемблі, північно-східному передмісті Лондона. У Кейта було дві сестри: Лінда та Лізлі, на 3 і 12 років (відповідно) молодші від нього. Альф Мун працював механіком; Кетлін підробляла прибиральницею. За спогадами матері, син з трирічного віку годинами просиджував біля грамофона, раз за разом програючи були в домі пластинки (Нет Кінг Коул, Оркестр Джонні Стренд і др.). З раннього віку хлопчик став проявляти комедійні акторські здібності. Сім'я любила слухати по радіо випуски «The Goon Show» комедійного тріо The Goons; кожний раз наступного дня в школі Кіт влаштовував інсценування тих чи інших епізодів.
У віці дванадцяти років Кіт приєднався до музичної групи з місцевого Військово-морського кадетського корпусу, граючи там на горні, трубі, і великому барабані. Майже одразу ж він всерйоз захопився грою на ударних; кілька разів переглянув фільм «Drum Crazy», де розповідається історія джазового барабанщика Джина Крупи. Коли синові було чотирнадцять років, батько купив йому барабанну установку.
Кіт ріс дуже активною дитиною з розвиненою уявою; в юності його займала одна лише музика, з навчанням же в середній школі справи йшли погано: «У художньому відношенні — відсталий, у всіх інших відношеннях — ідіот» (англ. Retarded artistically. Idiotic in other respects.), — таким було резюме вчителя мистецтв. Інший викладач, Ейрон Софокліус, хвалив його музичні здібності та хаотичний стиль гри, хоча в одній зі шкільних характеристик зазначалося: «Має великі здібності, але повинен остерігатися своєї схильності до хвастощів» (англ. He has great ability, but must guard against a tendency to show off.). Часто по дорозі зі школи додому Кіт заходив в студію звукозапису на Ейлінг Роуд, де спілкувався з професійними музикантами. В результаті Мун завалив випускні іспити та залишив школу.

### Початок музичної кар'єри
Восени 1961 року Кит придбав свою першу професійну ударну установку (перламутрово-блакитний Premier) і приступив до самостійних репетиціям. Кіт Мун згадував пізніше, що спочатку наслідував стилю американських виконавців рок і джаз-серфа. З музикантів він більше за інших виділяв джазових барабанщиків: Бадді Річа, Джо Джонса та Джина Крупу, прикладом якого керувався, відточуючи майстерність шоумена, а також Сонні Роллінса. 1962 року він отримав перепустку в «Музичний клуб» при готелі «Олдфілд» (Oldfield Hotel), де отримав можливість спостерігати за грою багатьох професійних барабанщиків. Його увагу привернув, перш за все, Карло Літтл (англ. Carlo Little), учасник The Savages (групи, яку очолював Скрімін Лорд Сатч), який мав репутацію самого оглушливого драммер свого часу. Мун попросив Літтла взяти його на навчання та займався кілька місяців під керівництвом майстра, оплачуючи по 10 шилінгів за урок.
Не припиняючи навчання на курсах, Мун приєднався до професійної групи The Escorts. «Грав він просто дико, але — наслідував Карло Літтл, і був єдиним, хто насмілювався на таке. Це була справжня особистість: безумець на межі геніальності», — згадував один з учасників ансамблю. У грудні 1962 року Мун відгукнувся на оголошення кавер-групи Beachcombers, що шукала собі ударника, і провів у її складі півтора року, заслуживши прізвисько «Горностай» (англ. Weasel). Тарабанив Мун так відчайдушно, що його ударну установку доводилося кріпити до підлоги сцени 20-сантиметровими цвяхами. До літа 1963 року Мун зробився фанатом серф-музики: він почав виписувати з Америки пластинки Діка Дейла, The Chantays та The Beach Boys. У цей час він (аж до весни 1964 року) служив в компанії British Gypsum, де відповідав на дзвінки та сортував замовлення клієнтів.

## Дискографія
Соло-альбоми
- Two Sides of the Moon (1975)